# Bemowo
Bemowo est un arrondissement de Varsovie situé à l'ouest de la ville. Son territoire couvre l'ancienne zone de Wola, qui a été incorporée à Varsovie en l'année 1951. Le nom de la zone dérive du nom de famille du général Józef Bem. L'arrondissement joue un rôle de plus en plus important dans le développement économique de Varsovie dont dans le domaine de nouvelles technologies.

## Transports en commun
- (Bemowo).
  - Ouverture en 2024 : Lazurowa, Chrzanów, Karolin.